# Johanna Asklöf
Aino Johanna Asklöf (geborene Tiira; * 25. August 1972 in Imatra) ist eine ehemalige finnische Orientierungsläuferin.
Bei Junioren-Weltmeisterschaften gewann Asklöf 1991 und 1992 drei Silber- und eine Goldmedaille. 1993 gewann sie mit der finnischen Frauenstaffel sowohl bei den Weltmeisterschaften als auch bei den Nordischen Meisterschaften die Silbermedaille. 1995 gewann sie mit der zweiten finnische Staffel mit Anniina Paronen, Marika Mikkola und ihrer Schwester Kirsi Tiira den Titel bei den Nordischen Meisterschaften. 1997 verteidigten die Finninen mit Asklöf in der Staffel diesen Titel. Zudem gewann Johanna Asklöf den Titel auf der Kurzdistanz und hinter der Schweizerin Sabrina Meister-Fesseler die Silbermedaille auf der langen Strecke. 1998 schloss sie die Weltcupsaison als Zweite hinter der Norwegerin Hanne Staff ab.
Bei den Weltmeisterschaften in Schottland 1999 wurde Asklöf hinter ihrer Schwester und Hanne Staff Dritte auf der Langdistanz. In der Staffel laufend wurde sie Zweite. Ihre letzten Weltmeisterschaften bestritt Asklöf 2001 im finnischen Tampere. Auf den Einzelstrecken wurde sie Sechste und Fünfte sowie hinter Vroni König-Salmi Zweite im neueingeführten Sprintwettbewerb. Der finnischen Staffel gelang abschließend mit Reeta Kolkkala, Liisa Anttila, Marika Mikkola und der Schlussläuferin Asklöf ein deutlicher Heimsieg vor den Staffeln Schwedens und Norwegens.
Asklöf lief für die Vereine Helsingin NMKY, Angelniemen Ankkuri und Kalevan Rasti. Mit Angelniemi gewann sie 1998 bei der Jukola, mit Kalevan Rasti 2001 die Tiomila.

## Platzierungen
| WM              | Sprint | Mittel | Lang | Staffel |
| --------------- | ------ | ------ | ---- | ------- |
| 1993 West Point |        | 17.    |      | 2.      |
| 1997 Grimstad   |        | 6.     | 11.  | 4.      |
| 1999 Inverness  |        | 8.     | 3.   | 2.      |
| 2001 Tampere    | 2.     | 6.     | 5.   | 1.      |

| NOM              | Sprint | Mittel | Lang | Staffel |
| ---------------- | ------ | ------ | ---- | ------- |
| 1993 Sipoo       |        | 8.     | 10.  | 2.      |
| 1995 Skellefteå  |        |        | 5.   | 1.      |
| 1997 Fjerritslev |        | 1.     | 2.   | 1.      |
| 1999 Malvik      |        | 8.     | 7.   |         |
| 2001 Mikkeli     |        |        | 3.   |         |

| JOWM           | Kurz | Lang | Staffel |
| -------------- | ---- | ---- | ------- |
| 1991 Berlin    | 2.   | 5.   | 1.      |
| 1992 Jyväskylä | 37.  | 2.   | 2.      |

| Gesamt-Weltcup | Gesamt-Weltcup |
| -------------- | -------------- |
| 1996           | 10.            |
| 1998           | 2.             |

| FM   | Sprint | Mittel | Lang | Ultra | Nacht | Staffel |
| ---- | ------ | ------ | ---- | ----- | ----- | ------- |
| 1990 |        |        |      |       |       | 2.      |
| 1991 |        |        |      |       |       | 1.      |
| 1992 |        |        |      |       |       |         |
| 1993 |        |        |      |       |       |         |
| 1994 |        | 2.     |      |       |       |         |
| 1995 |        |        |      | 1.    |       |         |
| 1996 |        |        | 3.   | 3.    |       | 1.      |
| 1997 |        | 1.     | 2.   | 1.    |       | 1.      |
| 1998 |        |        |      |       |       | 2.      |
| 1999 |        |        | 2.   |       | 1.    | 2.      |
| 2000 |        |        |      |       |       | 2.      |
| 2001 |        |        |      |       | 1.    |         |